# Montserrat (sziget)
Montserrat a Karib-tenger egyik szigete, az Egyesült Királyság 14 tengerentúli területének egyike. A szigetet a 20. század végétől kezdődően több természeti csapás is sújtotta, jelentős károkat okozva annak gazdaságában, és a sziget jelentős részének lezárására kényszerítve a hatóságokat. 

## Földrajza
A Kis-Antillák Szélcsendes-szigetek csoportjához tartozó sziget vulkáni kőzetekből áll. Legmagasabb pontja az aktív vulkáni English's Crater (930 méter, becsült érték).

## Történelem

### 15. században
Montserratot aravak és karibi indiánok lakták akkor, amikor 1493-ban, második útján birtokba vette Kolumbusz Kristóf Spanyolország nevében. A szigetnek a Santa María de Montserrate nevet adta. A névadó egy, a Szent Szűznek szentelt kolostor volt, amely Katalóniában, Montserrat hegyén található. A sziget 1632-ben került angol birtokba, amikor egy csoport antikatolikus ír települt ide Saint Kitts és Nevisből. A 17. és a 18. században a sziget gazdaságának alapja a cukortermelés, a rumfőzés, a nyílgyökér termesztése és a gyapottermesztés volt. Ezt importált rabszolgákkal végezték. A rabszolgatartás az egész karibi szigetvilágban szokásban volt akkoriban. Az importált rabszolgák között írek is voltak, akik Oliver Cromwell írországi terroruralma kapcsán kerültek ide.

### 18–19. században
1782-ben az amerikai függetlenségi háború idején Montserratot rövid időre franciák foglalták el. 1798. március 17-én sikertelen rabszolgalázadás volt, de ennek nyomán ma Montserrat azon négy hely egyike, ahol Szent Patrik napja hivatalos ünnepnap (a többiek: Írország, Észak-Írország és Kanadában Új-Fundland és Labrador tartomány). A rabszolgatartást végül 1834-ben tiltották be Montserratban. Ez annak következménye volt, hogy abban az évben az egész Brit Birodalomban egyenjogúsították a rabszolgákat.
A cukorár esett a 19. században. Ennek súlyos hatása volt a sziget gazdaságára. A következmények mérséklésére 1869-ben a birminghami Joseph Sturge emberbarát megalakította a Montserrat Companyt. Ez a társaság felvásárolta a gazdaságilag életképtelenné vált cukornád-ültetvényeket. A társaság citromfákat ültetett, megindítva ezzel Montserrat máig híres citromlé-gyártását. Ezen kívül iskolákat emelt és földet osztott a szigetlakóknak. Az utóbbi eredményeként ma Montserrat termőföldje kisbirtokosok kezén van.

### 20–21. században

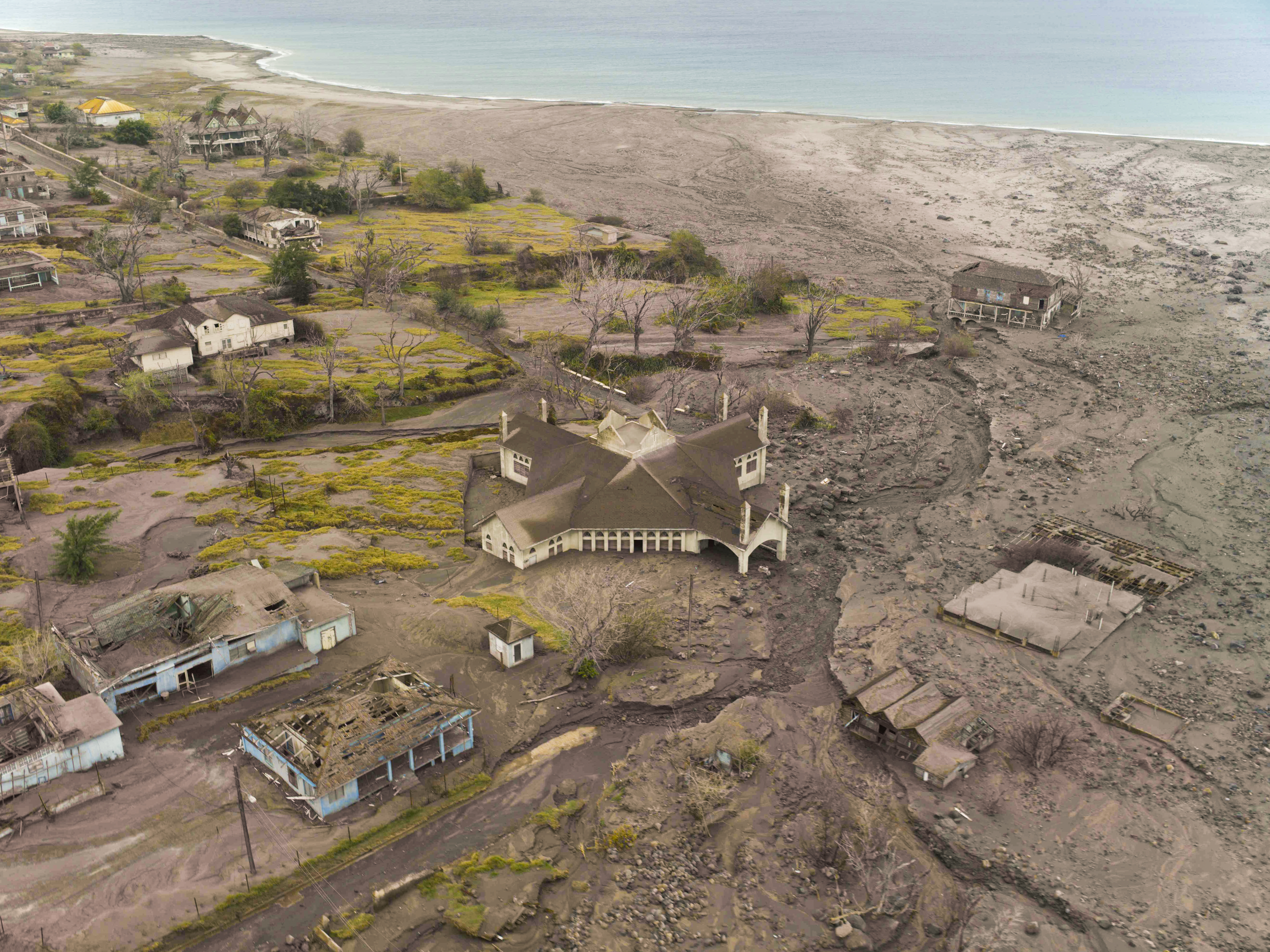
A vulkán által megsemmisített Plymouth

1871-től 1958-ig Montserrat közigazgatási szempontból a Szélcsendes-szigetek része volt, aztán 1958-tól 1962-ig a rövid életű Nyugatindiai Szövetség tartománya. Utána önállóan lett brit gyarmat.
George Martin a Beatles együttes producere volt. 1979-ben ő alapította Montserraton az AIR Stúdiót. A békés, buja trópusi növényzetű szigeten világhírű zenészekkel készített felvételeket.
A 20. század végén két esemény pusztított a szigeten. 1989 szeptemberében a Hugó hurrikán teljes erejével sújtotta a szigetet, az épületek 90%-a károsodott. Az AIR Stúdió bezárt, az idegenforgalom lényegében megszűnt. Néhány éven belül a sziget nagyjából újraépült – a következő katasztrófáig.
1995 júliusában kitört a Soufriere vulkán. Ez a vulkán korábban, az írott történelem folyamán sohasem tört ki. Akkor viszont elpusztította a fővárost, Plymouth-t, 12 méter vastag hamuréteggel borítva be azt. A repülőtér és a kikötő használhatatlanná, a sziget déli fele lakhatatlanná vált. A lakosságnak több mint felét ki kellett telepíteni a szigetről, mert nem volt hol lakniuk. Az 1990-es évek végén rendszeressé váltak a kitörések. 1997. június 25-én 19 ember vesztette életét. Az utóbbi években a vulkán csendesebb, de rendszeresen hamut vet ki a déli rész lakatlan vidékére. A hamuszórás esetenként kiterjed a sziget lakott északi és nyugati részére is. 2006. május 20-án a vulkán lávakupolája összeomlott. Ekkor 2.5 cm-es hamuréteg borította be Old Towne települést és Olveston egy részét. Senki sem sérült meg és jelentősebb anyagi kár sem keletkezett.
Hosszú ideig úgy emlegették, hogy a "Karibi Smaragd Sziget", egyrészt ír hagyományai miatt, másrészt azért, mert emlékeztetett Írország partvidékére. Montserrat mára ismét buja zöld. Az új repülőtér, amelyet hivatalosan Anna brit királyi hercegnő nyitott meg 2005 februárjában, az első kereskedelmi járatot 2005. július 11-én fogadta. Little Bay lett az új főváros, ahol új kikötő épült a vulkáni tevékenység zónáján kívül.
Montserrat lakói 1998-ban kapták meg mindazokat a jogokat, amelyekkel az Egyesült Királyság állandó lakói rendelkeznek, 2002-ben pedig teljes jogú brit állampolgárok lettek.

## Képek

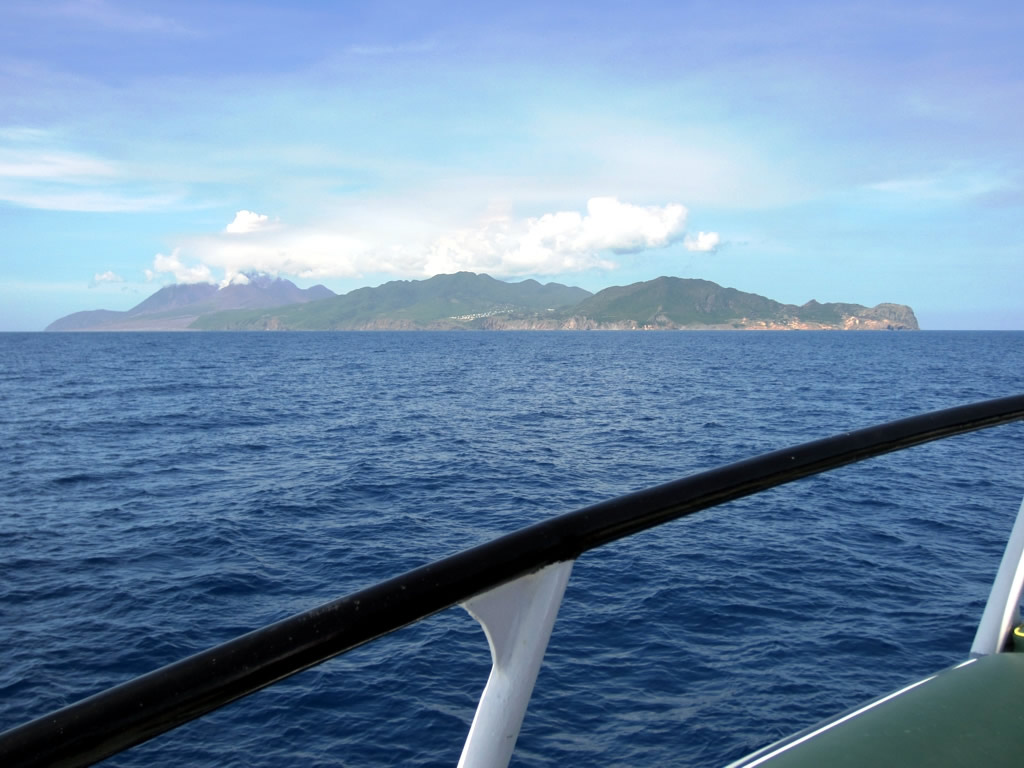
Monserrat a tengerről
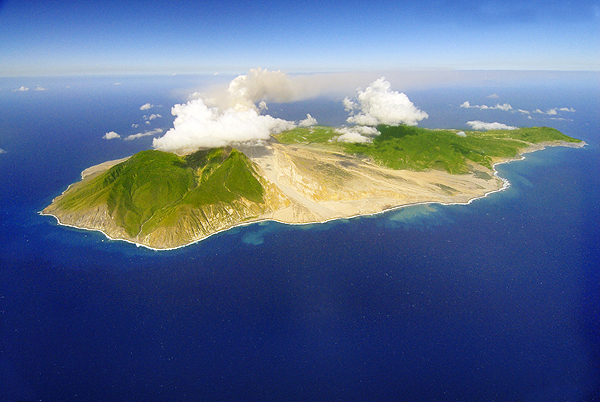
Montserrat madártávlatból
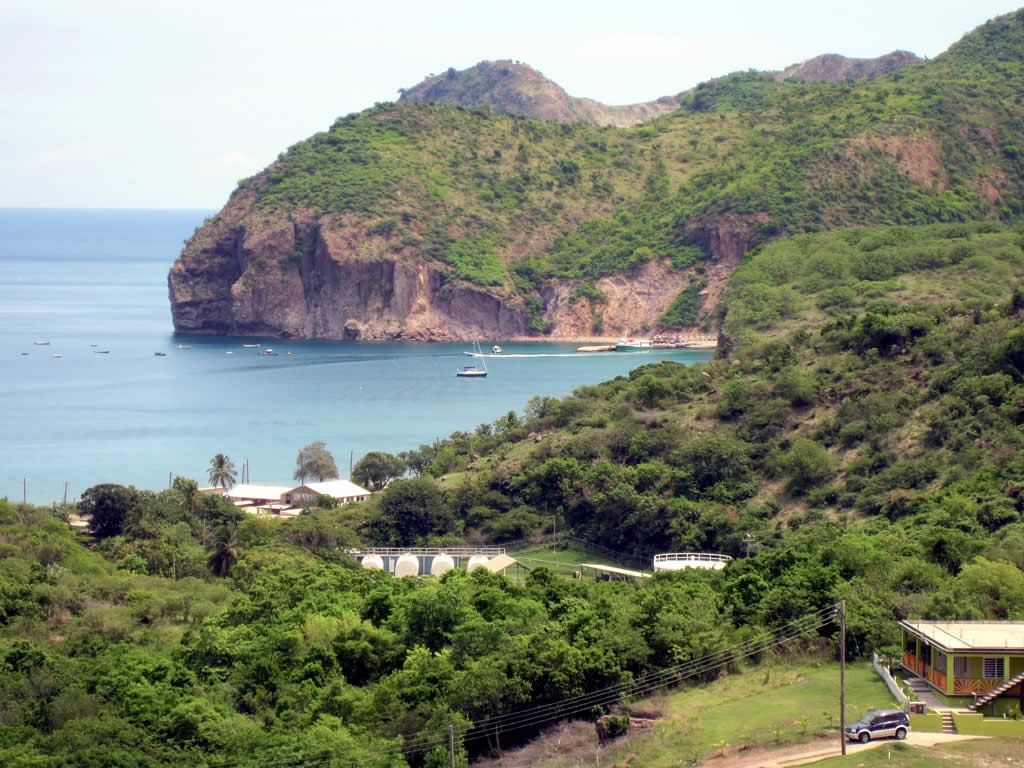
Tengerpart
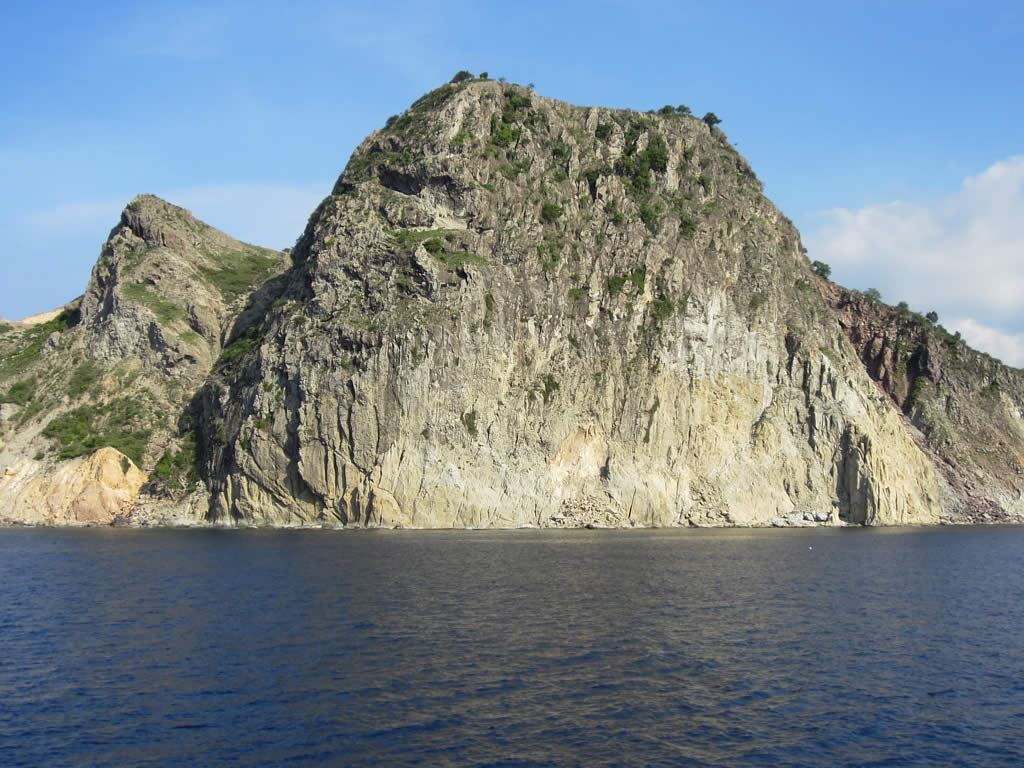
Északnyugati partszakasz
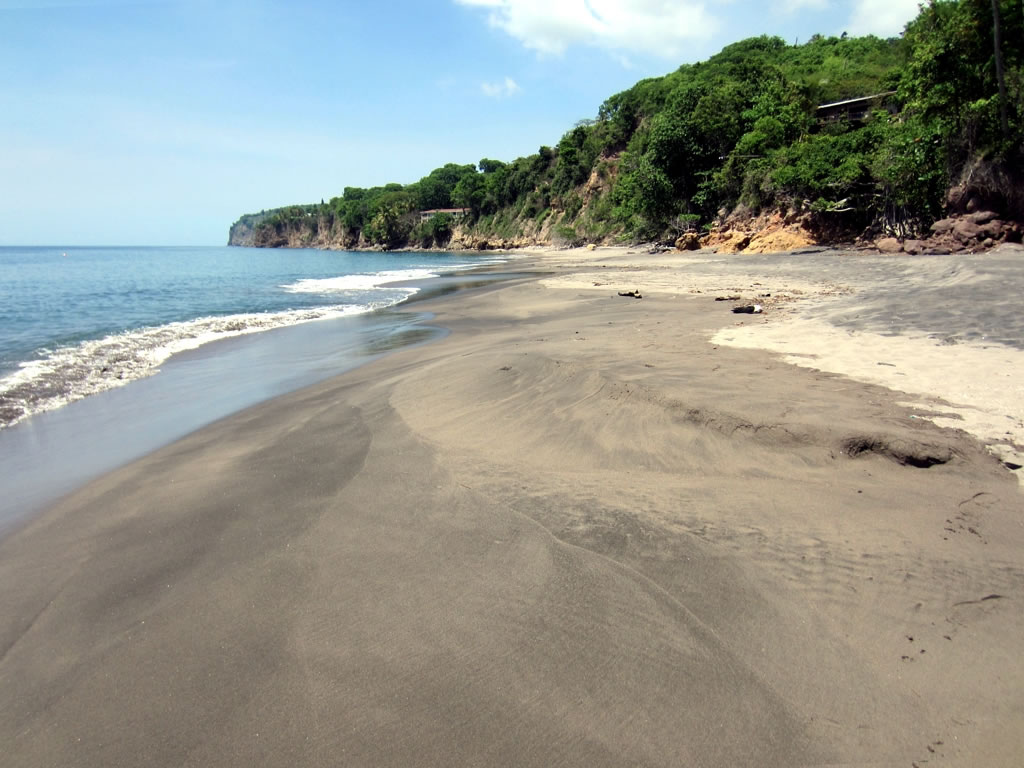
Woodlands beach

## Közigazgatás
A szigetet 3 körzet alkotja:
- Saint Anthony
- Saint Georges
- Saint Peter's

## Lakosság
A területen az angol a hivatalos nyelv.
A lakosság összetétele: 93% színes bőrű, 3% fehér
Vallásilag a népesség: 10% katolikus, 30% anglikán, 23% metodista
Lakosság:
- 1980: 11 606
- 1998: 2 850
- 2001: 4 482

## Gazdaság

### Általános jellemzés
A sziget déli részén kitört vulkán 1995-ben jelentős károkat okozott. A lakosság kétharmadát ki kellett telepíteni a szomszédos szigetekre, a sziget fővárosa, repülőtere és egyik kikötője megsemmisült.
- Mezőgazdaság, halászat, bányászat: A vulkánkitörés után megmaradt, még művelhető földeken banánt, avokádót, ananászt, cukornádat, gyapotot és sokféle zöldséget termesztenek. A rendelkezésre álló művelhető terület erősen korlátozott.
- Ipar: A fővárosban összpontosuló ipar a mezőgazdaság termékeit dolgozta fel. A brit kormány 2001-ben egy hároméves segélyprogram keretében kb. 120 millió USD-vel támogatta az ország helyreállítását.
- Kereskedelem: (nem ismert)

## Közlekedés
A szigeten a közúthálózat hossza 227 km, amelyen a közlekedés baloldali. Miután kitört a vulkán, megsemmisült a sziget „Bramble repülőtere”. A kikötők száma 3. 2005-ben a sziget északi részén megépült a Gerald nemzetközi repülőtér, kifutójának hossza 600 méter. 1997 és 2005 között csak hajóval és helikopterrel lehetett megközelíteni a szigetet.

## Turizmus
Kötelező oltás, ha fertőzött országból érkezik/országon át utazik valaki:
- Sárgaláz